# Гнездилов, Иван Фёдорович
Иван Фёдорович Гнездилов (17 июня 1922, с. Щелоково, Курская губерния — 14 января 1990, Рига) — советский лётчик-ас истребительной авиации, участник Великой Отечественной войны и Корейской войны, Герой Советского Союза (19.08.1944). Полковник.

## Биография
Иван Гнездилов родился 17 июня 1922 года в селе Щелоково (ныне — в составе Шаховского сельского поселения, Прохоровский район, Белгородская область) в рабочей семье. Окончил десять классов средней школы, в 1940 году — Белгородский аэроклуб. В июле того же года был призван на службу в Рабоче-крестьянскую Красную Армию. В 1941 году Гнездилов окончил Чугуевскую военную авиационную школу лётчиков.
С января 1942 года старший сержант Гнездилов — участник Великой Отечественной войны: лётчик 162-го истребительного авиаполка. Летал на самолёте «Як-1».
В мае 1942 года переведён в 516-й истребительный авиационный полк, в рядах которого сражался всю войну. В феврале 1944 года полку было присвоено гвардейское звание и он получил наименование 153-й гвардейский истребительный авиационный полк. В этом полку Иван Гнездилов участвовал в боях на Западном, Воронежском, Степном, 2-м и 1-м Украинских фронтах. Принимал участие в боевых действиях на Западном фронте в 1942 году, битве на Курской дуге, битве за Днепр, Нижнеднепровской, Уманско-Ботошанской, Львовско-Сандомирской, Висло-Одерской, Нижне-Силезской, Верхне-Силезской, Берлинской операциях.
К 25 февраля 1944 года заместитель командира эскадрильи 153-го гвардейского истребительного авиаполка 12-й гвардейской истребительной авиадивизии 1-го гвардейского штурмового авиакорпуса 5-й воздушной армии 2-го Украинского фронта гвардии старший лейтенант Иван Гнездилов совершил 245 боевых вылетов, принял участие в 67 воздушных боях, сбив 17 самолётов лично и 1 — в группе.
Указом Президиума Верховного Совета СССР от 19 августа 1944 года за «образцовое выполнение боевых заданий командования на фронте борьбы с немецкими захватчиками и проявленные при этом отвагу и геройство» гвардии старший лейтенант Иван Гнездилов удостоен звания Героя Советского Союза с вручением ордена Ленина и медали «Золотая Звезда» за номером 4279.
К концу войны капитан Гнездилов стал командиром эскадрильи. Он совершил 376 боевых вылетов, принял участие в 86 воздушных боях, уничтожив 18 самолётов лично и 5 — в группе. Однако по данным последнего за войну наградного листа, Иван Гнездилов сбил 19 самолётов лично и 4 в группе В ранних исследованиях М. Ю. Быкова указывались 21 личная и 3 групповые победы аса, столько же побед указывает и Н. Бодрихин, а в его первой книге на эту тему, ставшей одной из первых отечественных работ о российских асах утверждалось, что он сбил 24 самолёта лично.
После окончания войны он продолжал службу в Советской Армии. В 1945 году окончил Высшие лётно-тактические курсы офицеров ВВС.
Участвовал в Корейской войне в должности командира эскадрильи 676-го истребительного авиаполка (216-я истребительная авиационная дивизия, 64-й истребительный авиационный корпус). Находился на фронте с июля 1952 по июль 1953 года. Летал на реактивном истребителе МиГ-15. 14 сентября 1952 года сбил американский истребитель F-86 «Сейбр». В 1959 году окончил курсы усовершенствования офицерского состава. В марте 1961 года гвардии полковник И. Гнездилов вышел в отставку.
Проживал в Риге, работал руководителем полётов Рижского аэропорта, начальником аварийно-спасательной службы Латвийского управления гражданской авиации. Скончался 14 января 1990 года, похоронен в Риге на кладбище Микеля.
В честь Ивана Фёдоровича названа улица в п. Прохоровка.

## Награды
- Герой Советского Союза (19.08.1944)
- Орден Ленина (19.08.1944)
- Четыре ордена Красного Знамени (23.07.1942, 21.06.1944, 25.04.1945, 14.07.1953)
- Орден Александра Невского (5.09.1944)
- Два ордена Отечественной войны 1-й степени (19.09.1943, 11.03.1985)
- Два ордена Красной Звезды (30.12.1956, 16.10.1957)
- Медаль «За боевые заслуги» (15.11.1950)
- Медаль «За взятие Берлина» (1945)
- Медаль «За освобождение Праги» (1945)
- Ряд других медалей[1]